# Benoît Jarrier

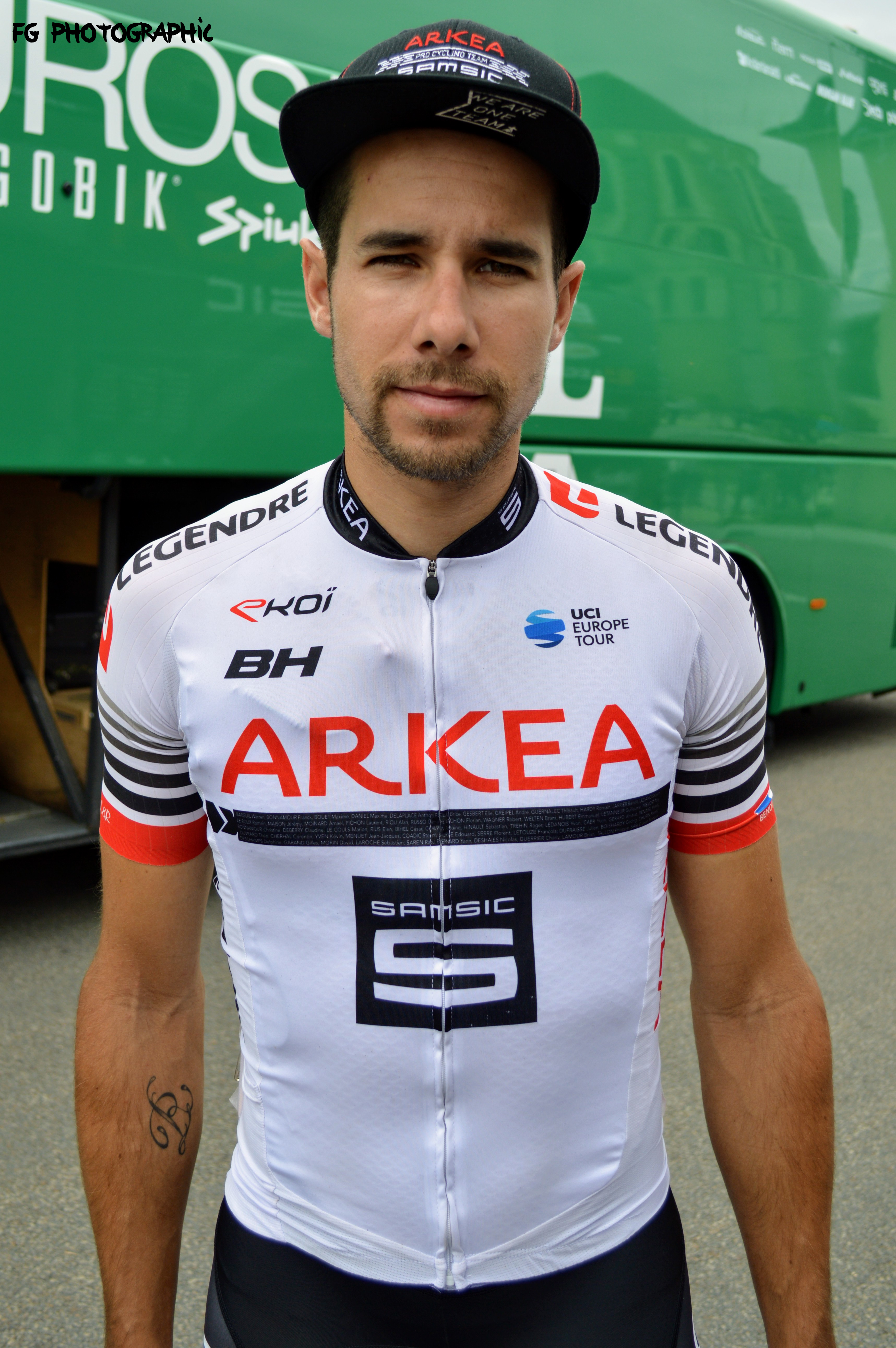
Benoît Jarrier en juin 2019

Benoît Jarrier, né le 1er février 1989 au Mans, est un coureur cycliste français, professionnel entre 2013 et 2020.

## Biographie
Après plusieurs saisons passées chez les amateurs, Benoît Jarrier devient professionnel en 2012 au sein de l'équipe Véranda Rideau-Super U quand celle-ci passe du niveau DN1 à professionnelle. Il se révèle en terminant deuxième du Tro Bro Leon 2012 derrière le Canadien Ryan Roth. Cette saison, il se classe dans le Top 10 de plusieurs manches de la Coupe de France qu'il termine finalement à la septième place et deuxième du classement des jeunes.
En 2013, il rejoint Bretagne-Séché Environnement et réalise une première saison relativement discrète. Sa meilleure place est quatrième sur une étape du Tour de Normandie. 
L'année suivante, il réalise sa meilleure saison de sa carrière. Il remporte une étape du Tour de Normandie et termine deuxième au classement général. Il s'agit de sa seule victoire chez les professionnels. Il termine également troisième de la Route Adélie de Vitré, quatrième de l'Étoile de Bessèges, cinquième de Cholet-Pays de Loire et du Tro Bro Leon. Ses bons résultats lui permettent d'être sélectionné pour disputer le Tour de France 2014, son unique grand tour. Dès la première étape, il se fait remarquer en étant le premier attaquant de la course. Il remporte le premier Prix de la montagne à Cray et prend à l'issue de l'étape la deuxième place provisoire du classement de la montagne derrière l'Allemand Jens Voigt.
En 2015, il se classe à nouveau deuxième du Tro Bro Leon, devancé au sprint par Alexandre Geniez. Durant cette saison, il se classe également sixième du prologue des Boucles de la Mayenne et treizième de Paris-Tours. En janvier 2016, il termine deuxième d'une étape de la Tropicale Amissa Bongo, battu au sprint par Adrien Petit. Il se classe finalement septième du général final.
Lors de la saison 2017, il se classe troisième du Grand Prix de la ville de Nogent-sur-Oise et huitième du Circuit de la Sarthe. En aout 2019, il termine vingtième du Grand Prix de la ville de Zottegem.
À 31 ans, il décide de quitter le peloton professionnel à l'issue de la saison 2020. Il entame alors une reconversion dans les travaux publics, passant notamment son permis poids lourd.

## Palmarès sur route

### Par années
- 2007
  - Tour du Bocage Mayennais
  - Tour du Pays de Combray
  - Tour du Morbihan Juniors
  - 2e du Prix de la Saint-Laurent Juniors
- 2008
  - Trio normand (avec Nicolas Edet et Samuel Plouhinec)
  - 2e du Grand Prix de Blangy-sur-Bresle
  - 3e du Circuit Jean Bart
- 2010
  - 3e du Saint-Brieuc Agglo Tour
  - 3e de la Classique Champagne-Ardenne
- 2011
  - Prix de la Ville de Lillebonne
  - Grand Prix de Montfort-le-Gesnois
  - Grand Prix de Bonnétable
  - Grand Prix de Ballots
  - 2e du Grand Prix de Montamisé
  - 2e du Grand Prix de Beaumont-sur-Sarthe
  - 3e du Circuit des Vignes
  - 3e du Prix de la Saint-Laurent Espoirs
- 2012
  - 2e du Tro Bro Leon
  - 2e des Boucles guégonnaises
  - 2e du Trio normand
  - 3e de Nantes-Segré
- 2014
  - 6e étape du Tour de Normandie
  - 2e du Tour de Normandie
  - 3e de la Route Adélie de Vitré
- 2015
  - 2e du Tro Bro Leon
- 2017
  - 3e du Grand Prix de la ville de Nogent-sur-Oise

### Résultats sur les grands tours

#### Tour de France
1 participation
- 2014 : 152e

### Classements mondiaux
| Année           | 2008  | 2009 | 2010 | 2011 | 2012 | 2013 | 2014 | 2015 |
| --------------- | ----- | ---- | ---- | ---- | ---- | ---- | ---- | ---- |
| UCI Europe Tour | 1139e |      |      |      | 142e | nc   | 78e  | 227e |

### Palmarès en cyclo-cross
- 2016-2017
  - Cyclo-cross de Bernay-en-Champagne[17]
  - Cyclo-cross du Coudray[18]
- 2018-2019
  - Cyclo-cross de Vaas[19]